# Odobenocetops
Odobenocetops – rodzaj walenia z grupy zębowców. Jedyny przedstawiciel rodziny Odobenocetopsidae. Żył we wczesnym pliocenie na terenie dzisiejszej Ameryki Południowej. Cechą charakterystyczną przedstawicieli rodzaju były długie kły – u niektórych osobników, których skamieniałości zachowały się w materiale kopalnym, jeden z kłów był dłuższy od drugiego.

## Morfologia
Odobenocetops osiągał około 2,1 m długości i ważył 150–650 kg. Szyja była bardzo giętka i umożliwiała obracanie głowy o ponad 90°. W 1999 opisano szczątki odkrytych w Peru trzech osobników Odobenocetops leptodon – jedną z opisanych skamieniałości była czaszka z zachowanymi dwoma kłami. Prawy kieł mierzył około 135 cm długości, podczas gdy lewy – 25 cm. Długi kieł prawdopodobnie znajdował się w pozycji równoległej do tułowia podczas pływania. Czaszka O. peruvianus z dwoma niewielkimi kłami przypisywana jest samicy, co wskazywałoby na występowanie u tych waleni dymorfizmu płciowego. Christian de Muizon, autor pierwszego naukowego opisu Odobenocetops zwraca uwagę na podobieństwo walenia do współczesnego morsa – nazwa Odobenocetops oznacza „waleń o twarzy morsa”. Odobenocetops miał niewielki melon, a co się z tym wiąże, zdolność echolokacji, jednak również ograniczone widzenie stereoskopowe.

## Klasyfikacja
Odobenocetops jest przedstawicielem monotypowej rodziny Odobenocetopsidae, blisko spokrewnionej z narwalowatymi (Monodontidae), do której należą m.in. narwal i białucha. Zarówno narwalowate, jak i Odobenocetops cechują się bardzo mobilnymi szyjami oraz – w przeciwieństwie do innych waleni – niepołączonymi kręgami.